# Kevin Lafrance
Kevin Pierre Lafrance (Bondy, 13 gennaio 1990) è un calciatore francese naturalizzato haitiano, difensore svincolato.

## Carriera

### Nazionale
Viene convocato per la Copa América Centenario negli Stati Uniti.

## Palmarès

### Club

#### Competizioni nazionali
- Coppa di Cipro: 1

AEL Limassol: 2018-2019